# Anne-Marie Homolle
Anne-Marie Homolle (o Genissel-Homolle) (1905 - 1988 ) fue una botánica francesa, licenciada en Ciencias naturales
Desarrolló su actividad científica en el "Laboratorio de Fanerógamas de París, y en Birtouta, Argelia. Hizo expediciones botánicas a Congo y a Madagascar

## Algunas publicaciones
- Homolle, AM. 1938. Le genre Breonia de Madagascar. Bulletin de la Société Botanique Française 84: 457-462
- ----. Contribution à l'étude de la Carpologie des Daucinées et des Caucalinées Nord-Africaines. Tesis Facultad de Ciencias de Argelia
- ----. 1942. Notes sur quelques plantes rares et mal representées de la tribu

- La abreviatura «Homolle» se emplea para indicar a Anne-Marie Homolle como autoridad en la descripción y clasificación científica de los vegetales.[3]